# Rhorus borealis
Rhorus borealis là một loài tò vò trong họ Ichneumonidae.